# 1525
| [ Edytuj tabelę ]                 | |
| Król Polski                       | - 1507 Zygmunt I Stary 1548 |
| Współksiążęta Andory              | - 1515 Joan d’Espés 1530 - 1517 Henryk II 1555 |
| Król Anglii                       | - 1509 Henryk VIII 1547 |
| Władca Azteków                    | - 1521 Hernán Cortés 1525 - 1525 Diego Velazquez Tlacotzin 1526 |
| Elektor Brandenburgii             | - 1499 Joachim I Nestor 1535 |
| Książę Bawarii                    | - 1508 Wilhelm IV 1550 - 1516 Ludwik X 1545 |
| Sułtan Brunei                     | - 1521 Abdul Kahar 1575 |
| Cesarz Chin                       | - 1521 Jiajing 1566 |
| Król Czech                        | - 1516 Ludwik II Jagiellończyk 1526 |
| Król Danii                        | - 1523 Fryderyk I 1533 |
| Dalajlama                         | - 1475 Gendun Gjaco 1541 |
| Cesarz Etiopii                    | - 1508 Lybne Dyngyl 1540 |
| Król Francji                      | - 1515 Franciszek I 1547 |
| Król Hiszpanii                    | - 1516 Karol I 1556 |
| Hrabia Holandii                   | - 1515 Karol I Habsburg 1555 |
| Szach Iranu                       | - 1524 Tahmasp I 1576 |
| Władca Inków                      | - 1493 Huayna Capac 1527 |
| Lord Irlandii                     | - 1509 Henryk VIII Tudor 1542 |
| Cesarz Japonii                    | - 1500 Go-Kashiwabara 1526 |
| Kalif                             | - 1520 Sulejman I 1566 |
| Patriarcha Konstantynopola        | - 1522 Jeremiasz I 1545 |
| Władca Korei                      | - 1506 Chungjong 1544 |
| Wielki książę litewski            | - 1506 Zygmunt I Stary 1548 |
| Sułtan Maroka                     | - 1524 Abu al-Abbas Ahmad 1545 |
| Książę Mediolanu                  | - 1521 Franciszek II 1535 |
| Wielki książę moskiewski          | - 1505 Wasyl III 1533 |
| Król Nawarry                      | - 1516 Henryk II 1555 |
| Król Norwegii                     | - 1523 Fryderyk I 1533 |
| Sułtan Omanu                      | - 1500 Muhammad ibn Isma’il 1529 |
| Elektor Palatynatu                | - 1508 Ludwik V 1544 |
| Papież                            | - 1523 Klemens VII 1534 |
| Król Portugalii                   | - 1521 Jan III 1557 |
| Książę w Prusach                  | - 1525 Albrecht 1568 |
| Cesarz Rzymski (niemiecki)        | - 1519 Karol V Habsburg 1558 |
| Kapitanowie Regenci San Marino    | - 1524 Giacomo di Antonio Giannini Bartolomeo di Antonio Amanti 1525 - 1525 Innocenzo di Menetto Bonelli Pier Leone di Fabrizio Corbelli 1525 - 1525 Melchiorre di Francesco Belluzzi Sammaritano di Andrea Tini 1526 |
| Elektor Saksonii                  | - 1486 Fryderyk I Mądry 1525 - 1525 Jan Stały 1532 |
| Król Szkocji                      | - 1513 Jakub V 1542 |
| Król Szwecji                      | - 1521 Gustaw I Waza 1560 |
| Król Tajlandii                    | - 1491 Ramathibodi II 1529 |
| Sułtan Turków                     | - 1520 Sulejman Wspaniały 1566 |
| Doża Wenecji                      | - 1523 Andrea Gritti 1538 |
| Król Węgier                       | - 1516 Ludwik II 1526 |
| Cesarz Wietnamu                   | - 1522 Lê Cung Hoàng 1527 |
| Wielki mistrz zakonu krzyżackiego | - 1510 Albrecht Hohenzollern 1525 |

Rok 1525 / MDXXV
stulecia: XV wiek ~
XVI wiek ~
XVII wiek

lata: 1515 «
1520 «
1521 «
1522 «
1523 «
1524 «
1525
» 1526
» 1527
» 1528
» 1529
» 1530
» 1535

## Wydarzenia w Polsce
- 7 marca – Biała Podlaska uzyskała prawa miejskie.
- 8 kwietnia – Zygmunt I Stary i Albrecht Hohenzollern podpisali Traktat krakowski, na mocy którego 2 dni później odbył się hołd pruski.
- 10 kwietnia – koniec wojny z zakonem krzyżackim, książę pruski Albrecht Hohenzollern złożył na Rynku krakowskim hołd lenny królowi Zygmuntowi Staremu.
- 11 kwietnia – Staszów uzyskał prawa miejskie.
- 12 grudnia – w Piotrkowie rozpoczął obrady sejm[1].

## Wydarzenia na świecie
- 21 stycznia – w Zollikon koło Zurychu założono pierwszą gminę anabaptystyczną.
- 24 lutego – V wojna włoska: zwycięstwo wojsk habsburskich nad Francuzami w bitwie pod Pawią.
- 28 lutego – w Meksyku hiszpańscy konkwistadorzy powiesili Cuauhtémoca, ostatniego władcę Tenochtitlánu.
- 20 marca – wojna chłopska w Niemczech: zebrani w Memmingen przywódcy powstania sformułowali polityczny manifest Dwanaście Artykułów.
- 4 kwietnia – wojna chłopska w Niemczech: pod Leipheim armia Związku Szwabskiego pokonała zbuntowanych chłopów.
- 5 maja – Jan I został elektorem Saksonii.
- 12 maja – wojna chłopska w Niemczech: porażka powstańców w bitwie pod Böblingen.
- 15 maja – wojna chłopska w Niemczech: bitwa pod Frankenhausen, druzgocące zwycięstwo nad chłopami przez dużo lepiej wyszkolone wojska cesarskie, powolny upadek powstania.
- 23 maja – wojna chłopska w Niemczech: 18 tys. chłopów z Bryzgowii i południowego Schwarzwaldu zajęło Fryburg Bryzgowijski.
- 27 maja – wojna chłopska w Niemczech: został ścięty Thomas Müntzer, przywódca powstania chłopskiego w Niemczech.
- Maj-czerwiec – wojna chłopska w Niemczech: chłopscy uczestnicy powstania przeciwko feudałom zostali pokonani w całych Niemczech.
- 4 czerwca – wojna chłopska w Niemczech: bitwa pod Sulzdorfem.
- 13 czerwca – Marcin Luter poślubił Katarzynę von Bora.
- 19 lipca – w Dessau zawiązała się liga katolicka tzw. Związek Katolików utworzony przez katolickich książąt Rzeszy, skierowany przeciwko reformacji.
- Wrzesień-październik – powstanie w Sambii.
- 24 lipca – García Jofre de Loaísa na czele wyprawy 7 okrętów wypłynął z hiszpańskiego portu La Coruña w podróż dookoła świata trasą Ferdynanda Magellana.
- 29 października – Marcin Luter odprawił w Wittenberdze pierwszą mszę w języku niemieckim.

- Marcin Luter założył w Wittenberdze pierwszą na świecie drukarnię nut.

## Urodzili się
- 6 stycznia – Caspar Peucer, reformator kościelny, matematyk, astronom, medyk (zm. 1602)
- 10 kwietnia - Franciszek Krasiński, polski duchowny katolicki, biskup krakowski (zm. 1577)
- 27 grudnia – Giovanni da Palestrina, kompozytor włoski (zm. 1594)

## Zmarli
- 5 maja – Fryderyk Mądry, książę saski i elektor Rzeszy Niemieckiej (ur. 1463)
- 27 maja – Thomas Müntzer, przywódca powstańców chłopskich i jeden z pierwszych reformatorów (ur. ok. 1489)
- 10 czerwca – Florian Geyer, dyplomata, obrońca chłopów i dowódca podczas wojny chłopskiej w Niemczech (ur. 1490).
- 30 grudnia – Jakub Fugger, niemiecki przedsiębiorca (ur. 1459)

- data dzienna nieznana: 
  - Jan Haller, księgarz, wydawca, właściciel drukarni w Krakowie (ur. 1467)